# Dickthomssenite
La dickthomssenite è un minerale.

## Etimologia
Il nome è in onore del geologo statunitense Dick Thomssen (1933- ), per le sue numerose esplorazioni minerarie nei giacimenti degli Stati Uniti sudoccidentali. Fino al 1994 è stato editore della rivista di settore International Micromounter's Journal.